# Lapis-Saal

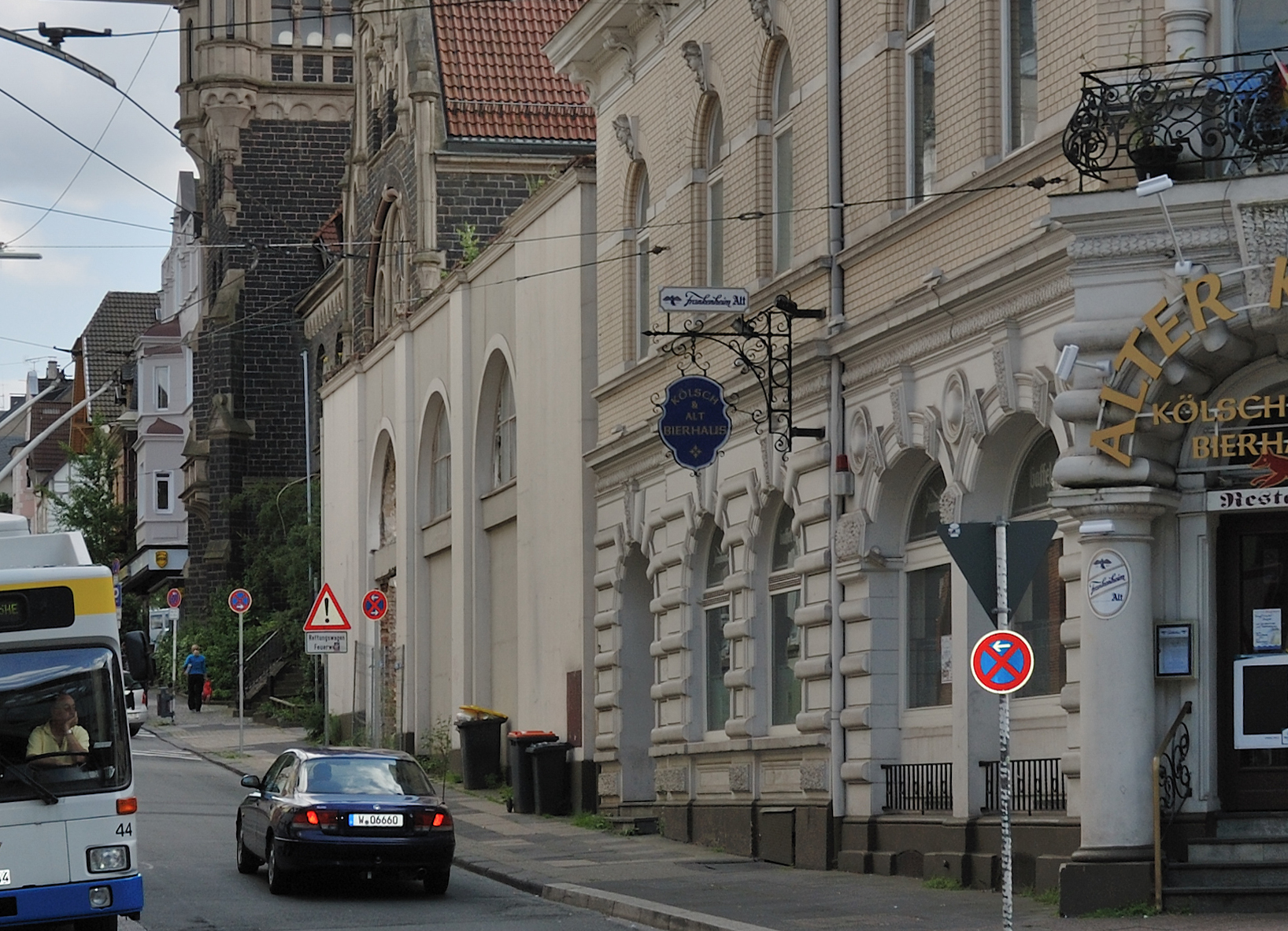
Die Fassade des Lapis-Saals auf der rechten Straßenseite hinter der Gaststätte Alter Kaiser und vor dem Rathaus Vohwinkel (2009)

Der Lapis-Saal war ein ehemals unter Denkmalschutz stehender Gebäudeteil im Wuppertaler Stadtteil Vohwinkel. Es war der Veranstaltungsraum, der an dem Eckhaus Gaststätte Alter Kaiser Ecke Rubensstraße/Vohwinkeler Straße, in der Rubensstraße angebaut war. Der Saal, bis in die 1990er Jahre im Stadtteil Vohwinkel besser bekannt als Stadtsaal, wurde bei einem Großbrand am Neujahrstag 2006 erheblich beschädigt.
Bei dem Brand wurden keine Menschen geschädigt, die Silvesterfeierlichkeiten gingen wenige Stunden zuvor zu Ende. Die Gaststätte trug nur leichte Schäden vom Löschwasser und der Rußentwicklung des Brandes davon. Auch das benachbarte historische Rathaus blieb ohne Schäden. Bei dem eingeschossigen Saal war das flache Satteldach eingestürzt und ein Wiederaufbau war wirtschaftlich nicht sinnvoll.
Die Ruine des Gebäudes blieb vier Jahre stehen, bis man die Reste der Außenmauern niederlegte und dort einen öffentlichen bewirtschafteten Parkplatz für 30 Fahrzeuge einrichtete.
Ursprünglich gliederte sich die Straßenfassade des Saalbaus in fünf Achsen, wobei die beiden äußeren als Seitenrisalite hervortraten. Die drei mittleren Achsen wurden durch pilasterartige Wandvorlagen voneinander getrennt. Vorlagen und Risalite bildeten Verkröpfungen im aufwändig gestalteten Traufgesims. Die Fassade war einer stark plastischen Bänderung unterzogen und besaß großformatige Öffnungen mit Rundbögen. Zur späteren Zeit wurden die äußeren Achsen ganz und die mittleren im unteren Bereich verschlossen und die Fassade glatt verputzt.